# Буйвид, Иван Фридрихович
Янис Буйвидс (в русской армии Иван Фридрихович Буйвид; латыш. Jānis Buivids; 1864 — 1937) — российский и латвийский военный деятель, генерал-майор, генерал Латвийской армии (1924). Герой Первой мировой войны, участник Гражданской войны в России.
Один из немногих латышей, получивших высшее военное образование в Русской императорской армии и служивших преподавателями в военно-учебных заведениях. Первый организатор высшего военного образования в Латвийской армии.

## Биография
Родился в латышской семье крестьян-переселенцев из Бенской волости. Учился в Митаве.
В службу вступил в 1885 году вольноопределяющимся в Новоторжский 114-й пехотный полк. В 1891 году после окончания Виленского пехотного юнкерского училища по 2-му разряду произведён в подпоручики и выпущен в Новоторжский 114-й пехотный полк. В 1895 году произведён в поручики.
В 1900 году после окончания Николаевской академии Генерального штаба по I разряду и дополнительных курсов произведён в штабс-капитаны, в 1903 году в капитаны, в 1906 году в капитаны гвардии с переименованием в подполковники. В 1910 году произведён в полковники, штаб-офицер Ровненского 166-го пехотного полка (командир батальона с 1907 года).
С 1914 года участник Первой мировой войны, с августа командовал 13-м запасным пехотным батальоном, с 9 декабря — командир Архангелогородского 17-го пехотного полка. С 1916 года командующий бригадой 131-й пехотной дивизии. С 1917 года генерал-майор — командующий бригадой и командир 15-й Сибирской стрелковой дивизии.

Высочайшим приказом от 13 октября 1916 года за храбрость награждён Георгиевским оружием: 
За то, что в бою 25-го июня 1915 года у посада Быхава, командуя полком, составлявшим правый боевой участок дивизии, и лично находясь в боевой линии, в течение четырёх дней, отбил четыре атаки превосходных сил противника и удержал обороняемую позицию

Высочайшим приказом по армии и флоту от 27 января 1917 года за храбрость был награждён орденом Святого Георгия 4-й степени: 
За отличие и храбрость проявленные в бою 20-го июня 1916 года будучи полковником и командиром 17-го пехотного Архангельского полка
После Октябрьской революции был в заключении в Петропавловской крепости, с 1918 года служил в армии Украинской Державы — командир 1-го Особого полка. С 1919 года участник Белого движения в составе ВСЮР (командир 1-й запасной бригады с августа 1919 года). С мая 1920 года — преподаватель топографии в Константиновском военном училище в Крыму.
В 1922 году через Турцию вернулся в Латвию. С 1923 года руководитель группы на Курсах старших офицеров. С 1924 по 1925 годы начальник штаба Латвийской армии. С 1926 года — преподаватель офицерских академических курсов. Уволен в отставку 21 апреля 1928 года по достижении максимального возраста. Был известным публицистом.

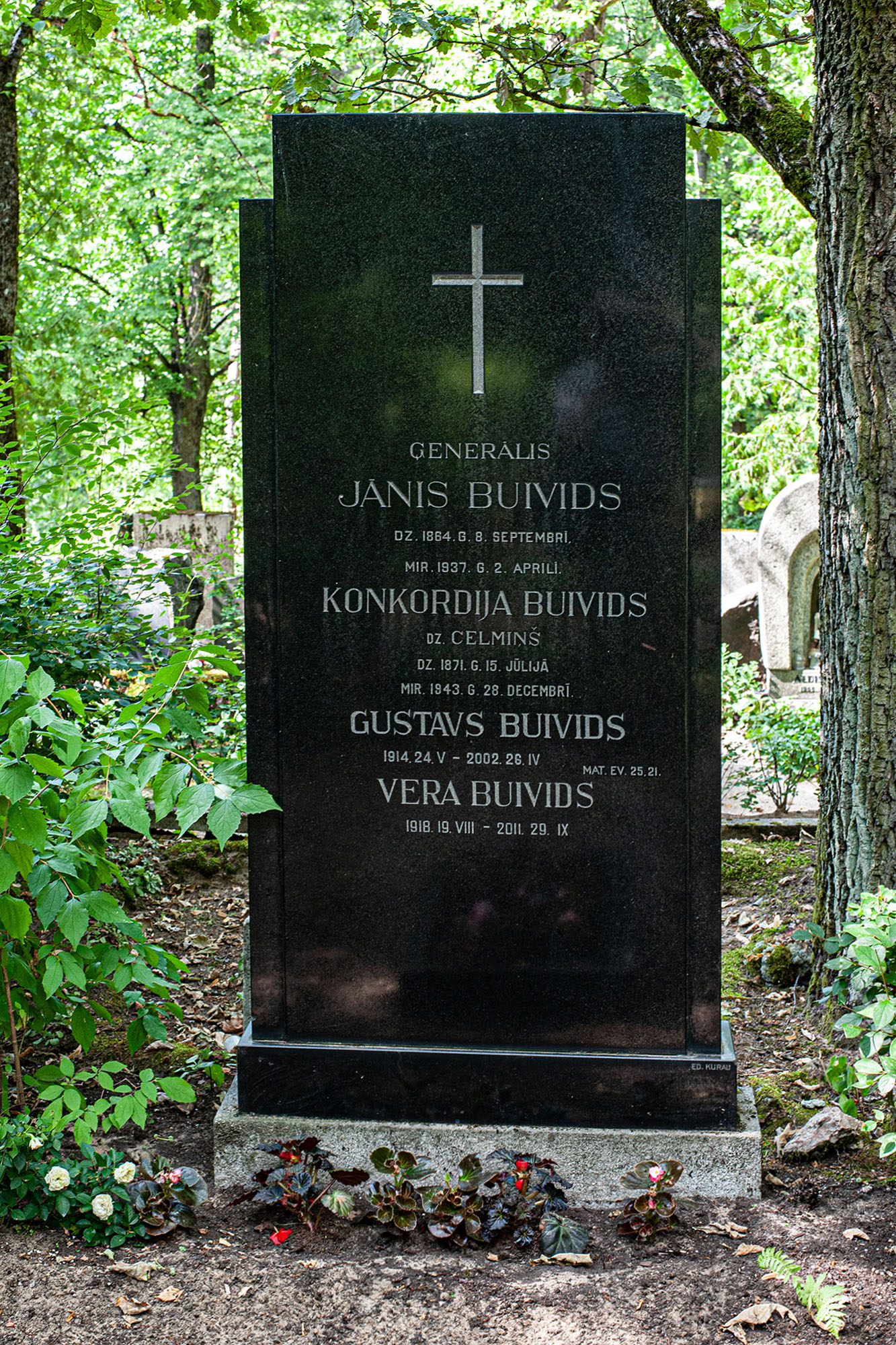
Надгробие

Умер 2 апреля 1937 года на Рижском взморье, похоронен на Лесном кладбище в Риге.

## Награды
- Орден Святого Станислава 3-й степени (ВП 1901)
- Орден Святой Анны 3-й степени (ВП 1905)
- Орден Святого Станислава 2-й степени (ВП 1910)
- Орден Святой Анны 2-й степени (ВП 08.04.1914)
- Орден Святого Владимира 4-й степени (ВП 22.04.1915)
- Орден Святого Владимира 3-й степени с мечами (ВП 19.04.1916)
- Георгиевское оружие (ВП 13.10.1916)
- Орден Святого Георгия 4-й степени (ВП 27.01.1917)

## Сочинения
- 45 gadus karavīra tērpā. Latvis, 1930. 28.09.
- Militārā pedagoģika, 2 sēj. Rīga, Armijas sp., 1925–1928.
- Armijas aizmugure un apgādes taktika, 2 sēj. Rīga, Virsnieku akadēmiskie kursi, 1926.
- Kara satiksmju dienests. Rīga, b. g.
- Kara mākslas vēsture: pastāvīgo armiju laikmets (no XVII gs. otras puses līdz XVIII gs. beigām). Rīga, Virsnieku akadēmisko kursu izdevums, 1928.
- Kara mākslas vēsture: XIX g. simteņa laikmets pēc Napoleona I līdz 1866. g. Rīga, Augstākie militārie kursi, 1931.
- Buivids, J., Zaļums A. Ģenerālis Napoleons Bonaparts: dzīve un darbi. Rīga, A. Raņķis, 1930.